# Beg (priimek)
Beg je priimek več oseb:
- Alenka Beg Lauko (*1959), prevajalka
- Ante Beg (1870—1946), slovenski učitelj
- Darko Beg (1954—2014), gradbenik, prof. FGG UL
- Leonardo Beg (*1976), hrvaški starokatoliški nadškof in metropolit